# Черновской сельсовет (Нижегородская область)
Черновской сельсовет — сельское поселение в Большеболдинском районе Нижегородской области Российской Федерации.
Административный центр — село Черновское.

## История
Статус и границы сельского поселения установлены Законом Нижегородской области от 15 июня 2004 года № 60-З «О наделении муниципальных образований - городов, рабочих посёлков и сельсоветов Нижегородской области статусом городского, сельского поселения».

## Население
| 2002  | 2010  | 2012  | 2013  | 2014  | 2015  | 2016  |
| ----- | ----- | ----- | ----- | ----- | ----- | ----- |
| 1295  | ↘1236 | ↘1202 | ↘1179 | ↘1159 | ↘1143 | ↘1121 |
| 2017  | 2018  | 2019  | 2020  | 2021  |       |       |
| ↘1114 | ↘1098 | ↘1062 | ↘1041 | ↘923  |       |       |

## Состав сельского поселения
| № | Населённый пункт | Тип населённого пункта       | Население |
| - | ---------------- | ---------------------------- | --------- |
| 1 | Адашево          | село                         | ↘0        |
| 2 | Апраксино        | село                         | ↗441      |
| 3 | Жданово          | село                         | ↘15       |
| 4 | Кистенево        | село                         | ↘42       |
| 5 | Кудеяровка       | деревня                      | ↘30       |
| 6 | Ниловка          | деревня                      | ↗66       |
| 7 | Свирино          | деревня                      | ↘6        |
| 8 | Усад             | деревня                      | ↘149      |
| 9 | Черновское       | село, административный центр | ↗487      |